# Arquebisbat de San Salvador de Bahia

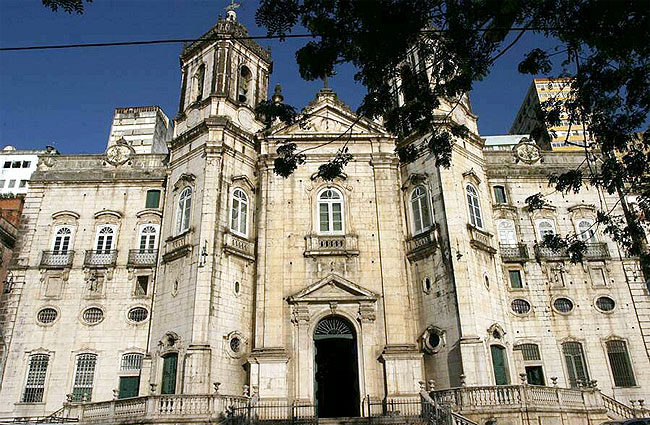
La basílica menor de Nossa Senhora da Conceição de Praia.

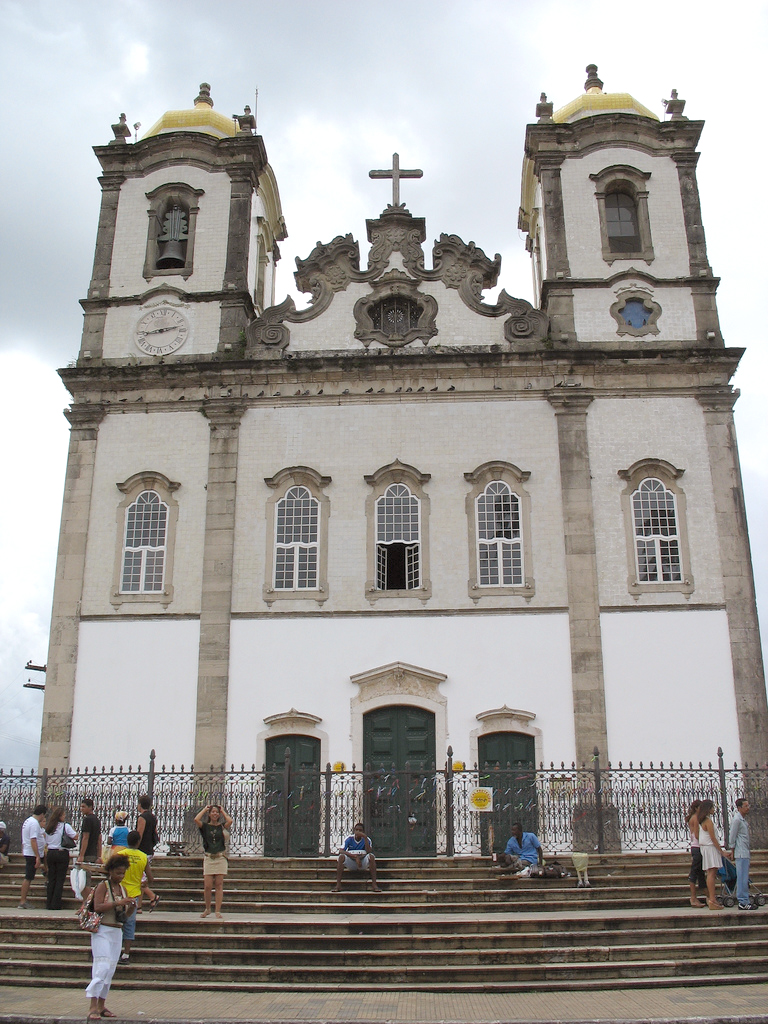
La basílica menor de Nosso Senhor do Bonfim.

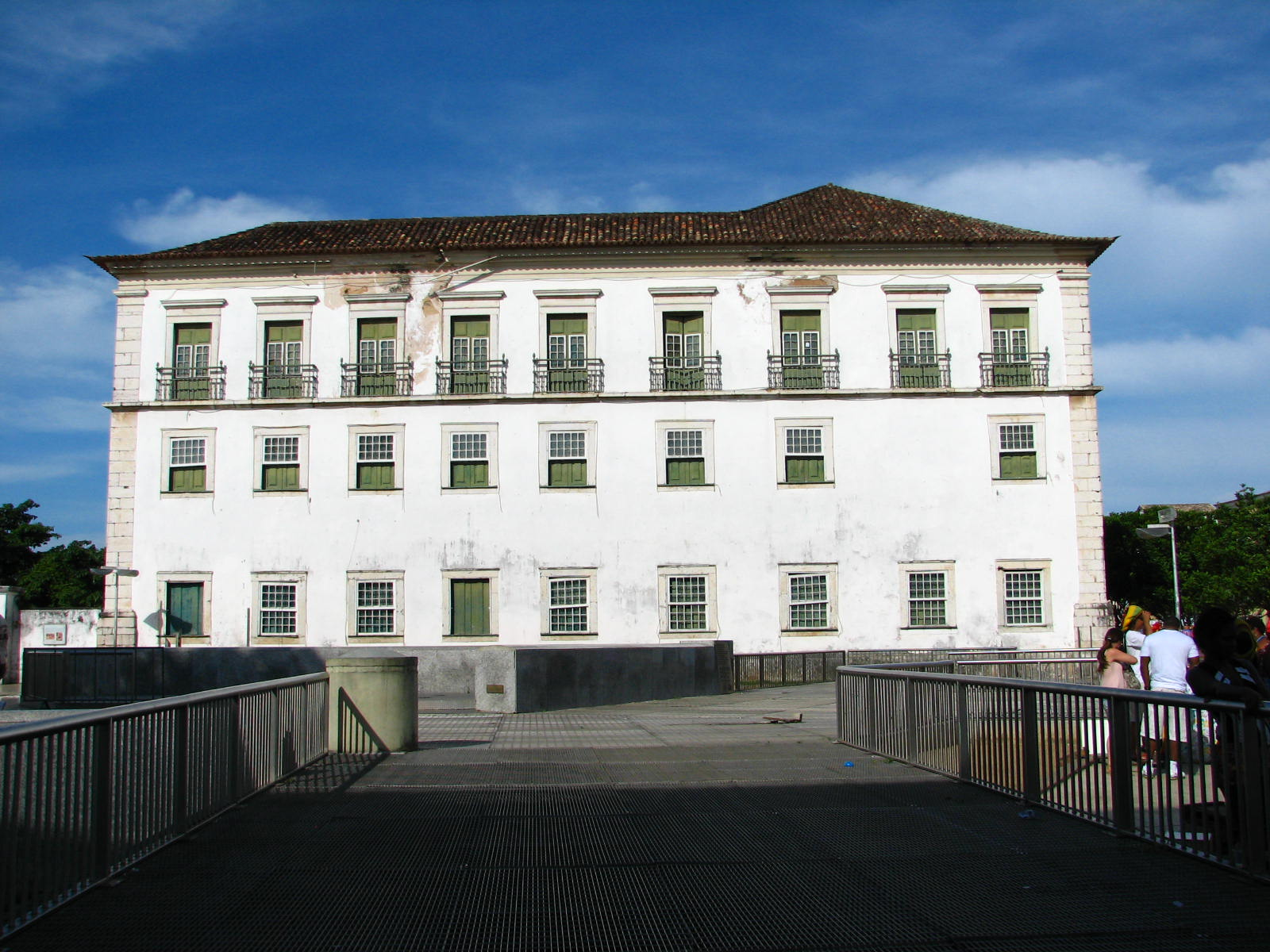
El palau arxiepiscopal de Salvador.

L'arquebisbat de San Salvador de Bahia (portuguès: Arquidiocese de São Salvador da Bahia; llatí: Archidioecesis Sancti Salvatoris in Brasilia) és una seu metropolitana de l'Església Catòlica a Brasil, que pertany a la Regió eclesiàstica Nordeste 3. Al 2010 tenia 2.284.477 batejats sobre una població de 3.210.878 habitants. Actualment està regida per l'arquebisbe Murilo Sebastião Ramos Krieger, S.C.I.

## Territori
L'arxidiòcesi comprèn els següents municipis de l'estat brasiler de Bahia: Salvador, Cabaceiras do Paraguaçu, Cachoeira, Cruz das Almas, Governador Mangabeira, Itaparica, Lauro de Freitas, Maragogipe, Muritiba, Salinas da Margarida, Santo Amaro, São Félix, Sapeaçu, Saubara i Vera Cruz.
La seu arxiepiscopal és la ciutat de Salvador, on es troba la catedral de la Transfiguració del Senyor. A més, a l'arxidiòcesi hi ha tres basíliques més: São Sebastião, Nosso Senhor do Bonfim i Nossa Senhora da Conceição da Praia.
El territori s'estén sobre 3.859 km² i està dividit en 105 parròquies.

### Província eclesiàstica
La província eclesiàstica de San Salvador de Bahia, instituïda el 1676, comprèn les següents diòcesis sufragànies:
- bisbat d'Alagoinhas,
- bisbat d'Amargosa,
- bisbat de Camaçari,
- bisbat d'Eunápolis,
- bisbat d'Ilhéus,
- bisbat d'Itabuna,
- bisbat de Teixeira de Freitas-Caravelas.

### Basíliques
A l'arxidiòcesi es troben les següents basíliques menors:
- la Catedral Basílica Primacial de la Transfiguració del Senyor
- la Basílica de São Sebastião, a Bahia
- la Basílica do Senhor do Bonfim a Salvador
- la Basílica Nossa Senhora da Conceição da Praia, a Salvador

## Història
La diòcesi de San Salvador de Bahia va ser erigida el 25 de febrer de 1551 mitjançant la butlla Super specula del Papa Juli III, prenent el territori de l'arxidiòcesi de Funchal (avui diòcesi). Va ser la primera diòcesi brasilera. Originàriament era sufragània de la mateixa arxidiòcesi, però va ser per poc temps, car el 3 de juliol del mateix any passà a formar part de la província eclesiàstica pel Patriarcat de Lisboa.
El 19 de juliol de 1575 cedí una part del seu territori per tal que s'erigís la prelatura territorial de Rio de Janeiro (avui arxidiòcesi), i, el 1614 perquè fos erigida la prelatura territorial del Pernambuco, avui arquebisbat d'Olinda i Recife.
El 16 de novembre de 1676 la diòcesi va ser elevada a arxidiòcesi metropolitana amb la butlla Inter pastoralis del Papa Innocenci XI. Amb la mateixa butlla els arquebisbes de Sant Salvador de Bahia se'ls concedí el títol de Primat del Brasil. Des d'aquesta data fins al 13 de gener de 1844 els arquebisbes de Sant Salvador de Bahia exercitaren la seva jurisdicció metropolitana sobre les diòcesis africanes de São Tomé e Príncipe i de Congo a Angola (avui arquebisbat de Luanda).
L'any 1707 l'arquebisbe Sebastião Monteiro da Vida convocà el primer sínode de l'Església de Bahia, del qual sorgien les "Constituições Primeiras do Arcebispado da Bahia", un dels documents religiosos més importants del període colonial brasiler. El mateix arquebisbe ordenà la construcció del palau arquebisbal.
L'arxidiòcesi, la primera i més gran del Brasil, ha cedit més porcions de territori per tal que s'erigeixin noves diòcesis: la diòcesi de Diamantina (avui arxidiòcesi) el 6 de juny de 1854; la diòcesi d'Aracajú (avui arxidiòcesi) el 3 de gener de 1910; el bisbat de Barra, de Caetité i d'Ilhéus el 20 d'octubre de 1913; el bisbat de Bonfim el 6 d'abril de 1933; el bisbat d'Amargosa el 10 de maig de 1941; el bisbat de Ruy Barbosa el 14 de novembre de 1959; la diòcesi de Feira de Santana (avui arxidiòcesi) el 21 de juliol de 1962; el bisbat d'Alagoinhas el 28 d'octubre de 1974 i el bisbat de Camaçari el 15 de desembre de 2010.
En dues ocasions va rebre la visita del Papa Joan Pau II: el juliol de 1980 i l'octubre de 1991.

## Cronologia episcopal
- Pedro Fernandes Sardinha † (25 de febrer de 1551 - 16 de juliol de 1556 mort)
- Pedro Leitão † (23 de març de 1558 - d'octubre de 1573 mort)
- Antônio Barreiros, O.Cist. † (20 de juliol de 1575 - 11 de maig de 1600 mort)
- Constantino Barradas † (23 de setembre de 1602 - de juny de 1618 renuncià)
- Marcos Teixeira de Mendonça † (25 d'octubre de 1621 - 8 d'octubre de 1624 mort)
  - Sede vacante (1624-1627)
- Miguel Pereira † (29 de novembre de 1627 - 16 d'agost de 1630 mort)
- Pedro da Silva Sampaio † (6 de setembre de 1632 - 15 d'abrel de 1649 mort)
  - Sede vacante (1649-1669)
- Estevão dos Santos Carneiro de Moraes, C.R.S.J.E. † (17 de juny de 1669 - 6 de juny de 1672 mort)
  - Sede vacante (1672-1676)
- Gaspar Barata de Mendonça † (16 de novembre de 1676 - abans del 27 de gener de 1682 renuncià)
- João da Madre de Deus Araújo, O.F.M. † (4 de maig de 1682 - 13 de juny de 1686 mort)
- Manoel da Ressurreição, O.F.M. † (12 de maig de 1687 - 16 de gener de 1691 mort)
- João Franco de Oliveira † (9 de gener de 1692 - 18 d'abrel de 1701 nomenat arquebisbe, a títol personal, de Miranda)
- Sebastião Monteiro da Vida, S.J. † (8 d'agost de 1701 - 7 de setembre de 1722 mort)
  - Sede vacante (1722-1725)
- Luis Álvares de Figueiredo † (21 de febrer de 1725 - 19 d'agost de 1735 mort)
  - Sede vacante (1735-1738)
- José Fialho, O.Cist. † (3 de setembre de 1738 - 2 de gener de 1741 nomenat arquebisbe, a títol personal, de Guarda)
- José Botelho de Matos † (2 de gener de 1741 - 7 de gener de 1760 jubilat)
  - Sede vacante (1760-1770)
- Manoel de Santa Inês Ferreira, O.C.D. † (6 d'agost de 1770 - 23 de juny de 1771 mort)
- Joaquim Borges de Figueroa † (8 de març de 1773 - 13 de juliol de 1778 renuncià)
- Antônio de São José Moura Marinho, O.S.A. † (20 de juliol de 1778 - 9 d'agost de 1779 mort)[2]
- Antônio Corrêa, O.S.A. † (13 de desembre de 1779 - 12 de juliol de 1802 mort)
- José de Santa Escolástica Álvares Pereira, O.S.B. † (26 de març de 1804 - 3 de gener de 1814 mort)
- Francisco de São Dâmaso de Abreu Vieira, O.F.M. † (15 de març de 1815 - 18 de novembre de 1816 mort)
  - Sede vacante (1816-1820)
- Vicente da Soledade Dias de Castro, O.S.B. † (28 d'agost de 1820 - 31 de març de 1823 mort)
  - Sede vacante (1823-1827)
- Romualdo Antônio de Seixas Barroso † (21 de maig de 1827 - 29 de desembre de 1860 mort)
- Manoel Joaquim da Silveira † (18 de març de 1861 - 23 de juny de 1874 mort)
- Joaquim Gonçalves de Azevedo † (18 de desembre de 1876 - 6 de novembre de 1879 mort)
- Luís Antônio dos Santos † (13 de maig de 1881 - 17 de maig de 1890 renuncià)
- Antônio de Macedo Costa † (26 de juny de 1890 - 20 de març de 1891 mort)
- Jerônimo Tomé da Silva † (12 de setembre de 1893 - 19 de febrer de 1924 mort)
- Augusto Álvaro da Silva † (18 de desembre de 1924 - 14 d'agost de 1968 mort)
- Eugênio de Araújo Sales † (29 d'octubre de 1968 - 13 de març de 1971 nomenat arquebisbe de Rio de Janeiro)
- Avelar Brandão Vilela † (25 de març de 1971 - 19 de desembre de 1986 mort)
- Lucas Moreira Neves, O.P. † (9 de juliol de 1987 - 25 de juny de 1998 nomenat prefecte de la Congregació per als Bisbes)
- Geraldo Majella Agnelo (13 de gener de 1999 - 12 de gener de 2011 jubilat)
- Murilo Sebastião Ramos Krieger, S.C.I., des del 12 de gener de 2011

## Estadístiques
A finals del 2010, la diòcesi tenia 2.284.477 batejats sobre una població de 3.210.878 persones, equivalent al 71,1% del total.
| any  | població  | població  | població | sacerdots | sacerdots       | sacerdots       | sacerdots             | diaques | religiosos | religiosos | parròquies |
| ---- | --------- | --------- | -------- | --------- | --------------- | --------------- | --------------------- | ------- | ---------- | ---------- | ---------- |
| any  | batejats  | total     | %        | total     | clergat secular | clergat regular | batejats por sacerdot | diaques | homes      | dones      |            |
| 1950 | 1.134.458 | 1.370.927 | 82,8     | 250       | 90              | 160             | 4.537                 |         | 170        | 540        | 103        |
| 1966 | 1.710.230 | 1.829.000 | 93,5     | 208       | 75              | 133             | 8.222                 |         | 222        | 652        | 84         |
| 1970 | 1.175.000 | 1.850.000 | 63,5     | 211       | 84              | 127             | 5.568                 | 2       | 198        | 660        | 82         |
| 1976 | 1.612.983 | 1.702.983 | 94,7     | 191       | 84              | 107             | 8.444                 | 10      | 211        | 655        | 74         |
| 1980 | 2.000.000 | 2.100.000 | 95,2     | 199       | 97              | 102             | 10.050                | 14      | 162        | 625        | 77         |
| 1990 | 2.680.000 | 3.180.000 | 84,3     | 219       | 111             | 108             | 12.237                | 30      | 168        | 676        | 98         |
| 1999 | 2.700.500 | 3.180.500 | 84,9     | 239       | 117             | 122             | 11.299                | 30      | 200        | 696        | 107        |
| 2000 | 2.174.778 | 3.185.594 | 68,3     | 240       | 117             | 123             | 9.061                 | 32      | 188        | 650        | 108        |
| 2001 | 2.661.998 | 3.327.498 | 80,0     | 243       | 129             | 114             | 10.954                | 44      | 249        | 673        | 110        |
| 2002 | 2.487.558 | 3.370.675 | 73,8     | 261       | 129             | 132             | 9.530                 | 46      | 251        | 741        | 109        |
| 2003 | 2.292.694 | 3.373.098 | 68,0     | 255       | 137             | 118             | 8.990                 | 48      | 209        | 751        | 109        |
| 2004 | 2.495.439 | 3.544.658 | 70,4     | 263       | 142             | 121             | 9.488                 | 49      | 222        | 775        | 109        |
| 2010 | 2.284.477 | 3.210.878 | 71,1     | 283       | 144             | 139             | 8.072                 | 93      | 273        | 797        | 105        |